# Andreas Laurentii Fahlander
Andreas Laurentii Fahlander, född 1614 på Stora Kopparberget, död  15 maj 1682 i Malung, var en svensk kyrkoherde och kontraktsprost.

## Biografi
Fahlander intogs 1626 i Västerås skola. Han vistades en period i Uppsala, troligen för studier. 1642 vigs han till diakon och får bl.a. till uppgift att hjälpa biskop Rudbeckius under dennes sjukdomstid. Fahlander prästvigs den 22 juni 1643. Innan biskop Rudbeckius avled 1646 utnämnde han Fahlander till sacellan i Västerfärnebo. Efter en kortare tjänstgöring som pedagog i Stora Tuna 1647-48 förordnades Fahlander till kaplan i Rättvik. Då Fahlanders far av ålderssvaghet inte längre kunde sköta sin tjänst som kyrkoherde i Malung verkade han för att sonen skulle efterträda honom. Så blev det också och från 1666 till sin död var Fahlander kyrkoherde i Malung.

## Familj
Fahlander var son till prosten och kyrkoherden Laurentius Andreas Fahlander.
Fahlander gifte sig den 7 juni 1646 med Marina (Maria) Fresk, född 1626, död i Grangärde och begravd 1714. Tillsammans hade de sex barn, bl.a. kyrkoherden i Grangärde Laurentius Andreae Fahlander (1653–1713).